# SNOW (소프트웨어)
SNOW는 대한민국의 기업 네이버의 자회사 SNOW Corp.이 제공하는 스마트폰 애플리케이션으로, 캠프모바일이 개발하였다. 스마트폰 카메라로 본인을 촬영하고 얼굴 인증 시스템을 이용하여 반자동으로 가공 및 합성하는 것을 주된 목적으로 한 응용 프로그램이다.

## 같이 보기
- 네이버
- ZEPETO
- 캠프 모바일